# Санша
Са́нша (порт. Sancha, МФА: [ˈsɐ̃.ʃa]) — жіноче особове ім'я. Поширене в Португалії та португаломовних країнах (Бразилія, Ангола тощо). Походить з баскської мови (Santxo, Santzo, Santso, Antzo, Sans) або латини (лат. Sanctius). Латинська форма імені — Санція (лат. Sancia). Чоловіча форма — Саншу. У іспаномовних країнах — Санча.

## Особа
- Санша Афонсівна — португальська інфанта.
- Санша Генріхівна — португальська інфанта.
- Санша Саншівна — португальська інфанта, засновниця Селашського монастиря.